# Acrocercops argyraspis
Acrocercops argyraspis är en fjärilsart som beskrevs av Edward Meyrick 1908. Acrocercops argyraspis ingår i släktet Acrocercops och familjen styltmalar. Inga underarter finns listade i Catalogue of Life.